# Monteroni International 2012 - Doppio
Il doppio del torneo di tennis Monteroni International 2012, facente parte della categoria ITF Women's Circuit, ha avuto come vincitrici Federica Di Sarra e Anastasia Grymalska che hanno battuto in finale Alice Balducci e Karin Knapp con il punteggio di 6–4, 5–7, [10–7].

## Teste di serie
1. Alice Balducci /  Karin Knapp (finale)
2. Nicole Clerico /  Nicole Rottmann (quarti di finale)

1. Federica Di Sarra /  Anastasia Grymalska (Campionesse)
2. Zuzana Luknárová /  Mari Tanaka (quarti di finale)

## Tabellone

### Legenda
| - Q = Qualificato - WC = Wild card - LL = Lucky loser | - ALT = Alternate - SE = Special Exempt - PR = Protected Ranking | - w/o = Walkover - r = Ritirato - d = Squalificato |